# Toronto St. Michael’s Majors
Toronto St. Michael’s Majors – nieistniejący kanadyjski klub hokejowy, grający w juniorskiej lidze Ontario Hockey League. Drużyna posiadała swoją siedzibę w Toronto. Założony został w 1906 roku.
Drużyna swoje mecze rozgrywała w mogącej pomieścić 1 600 osób hali St. Michael’s College School Arena.
W 2007 roku klub przeniósł się do Mississauga zmieniając nazwę na Mississauga St. Michael’s Majors. Od 2012 kontynuatorem jest Mississauga Steelheads.

## Sukcesy
- Memorial Cup: 1934, 1945, 1947
- J. Ross Robertson Cup: 1934, 1937, 1945, 1946, 1947
- Emms Trophy: 2002, 2004

Największe osiągnięcia drużyna uzyskiwała w latach trzydziestych oraz czterdziestych dwudziestego wieku. Wtedy to trzykrotnie drużyna zdobyła Memorial Cup w sezonach: 1933/1934, 1944/1945, 1946/1947 oraz pięciokrotnie J. Ross Robertson Cup w sezonach: 1933/1934, 1936/1937, 1944/1945, 1945/1946, 1946/1947. Ostatni tak udany sezon drużyna miała 1960/1961 pokonując wtedy w finale Edmonton Oil Kings. Rok później klub zawiesił działalność, którą wznowił dopiero w 1996 roku. W sezonach 2001/2002 oraz 2003/2004 drużyna była najlepsza w sezonie zasadniczym we własnej konferencji (tj. wschodniej), jednak w play-off odpadając w drugiej rundzie (na cztery możliwe).

## Zawodnicy
W klubie grali zawodnicy, którzy zostali przyjęci do Hockey Hall of Fame: Bobby Bauer, David Bauer, Turk Broda, Gerry Cheevers, Murray Costello, Dick Duff, Tim Horton, Red Kelly, Dave Keon, Ted Lindsay, Frank Mahovlich, Reg Noble, Joe Primeau, Frank Rankin. Grał tu również Peter Budaj, który w najnowszej historii klubu zapisał się do historii jako bramkarz, który osiągnął najniższą średnią straconych goli na mecz oraz miał najwyższy wskaźnik skutecznych obron.